# بحيرة ديلولو
بحيرة ديلولو هي أكبر بحيرة في أنغولا. تقع في مقاطعة موكسيكو. وتعتبر نقطة سياحية ومرجع مهم للمنطقة الشرقية من البلاد.